# نییربلتک
نییربلتک (به مجاری:  Nyírbéltek) یک منطقهٔ مسکونی در مجارستان است که در سابولچ-ساتمار-برگ واقع شده‌است. نییربلتک ۶۲٫۱۷ کیلومتر مربع مساحت و ۲٬۹۴۹ نفر جمعیت دارد.